# Kljunati kiti
Kljunati kiti (znanstveno ime Ziphiidae) so družina kitov, ki zajema okrog 20 vrst. So ena najmanj poznanih družin velikih sesalcev, več vrst je bilo opisanih šele v zadnjih dveh desetletjih, možno pa je, da je še veliko vrst neodkritih. Kljunati kiti se trenutno delijo na šest rodov, od tega se trije, Indopacetus,  Hyperoodon in Mesoplodon uvrščajo v skupno poddružino Hyperoodontinae.